# PAL standard
PAL (skraćenica za phase-alternating line, phase alternation by line ili phase alternation line) predstavlja sistem kodiranja boje u analognoj televiziji koji se koristi u mnogim delovima sveta, uključujuči i zemlje bivše Jugoslavije. Osmislio ga je njemački inženjer Volter Bruh.
Pojam PAL se često koristi kao sinonim za format slike na analognim i digitalnim medijima (npr. VHS 25 slika/50 poluslika u sekundi koje imaju po 625 linija ili DVD 576i), iako se kao sistem kodiranja koristi u nekim zemljama i uz druge norme emitovanja, npr. PAL-M i PAL-N.
Druga dva sistema koja se koriste u svetu su SECAM i NTSC.

## Spoljašnje veze
- Svetski TV standardi